# Julius Ferdinand Mazonn

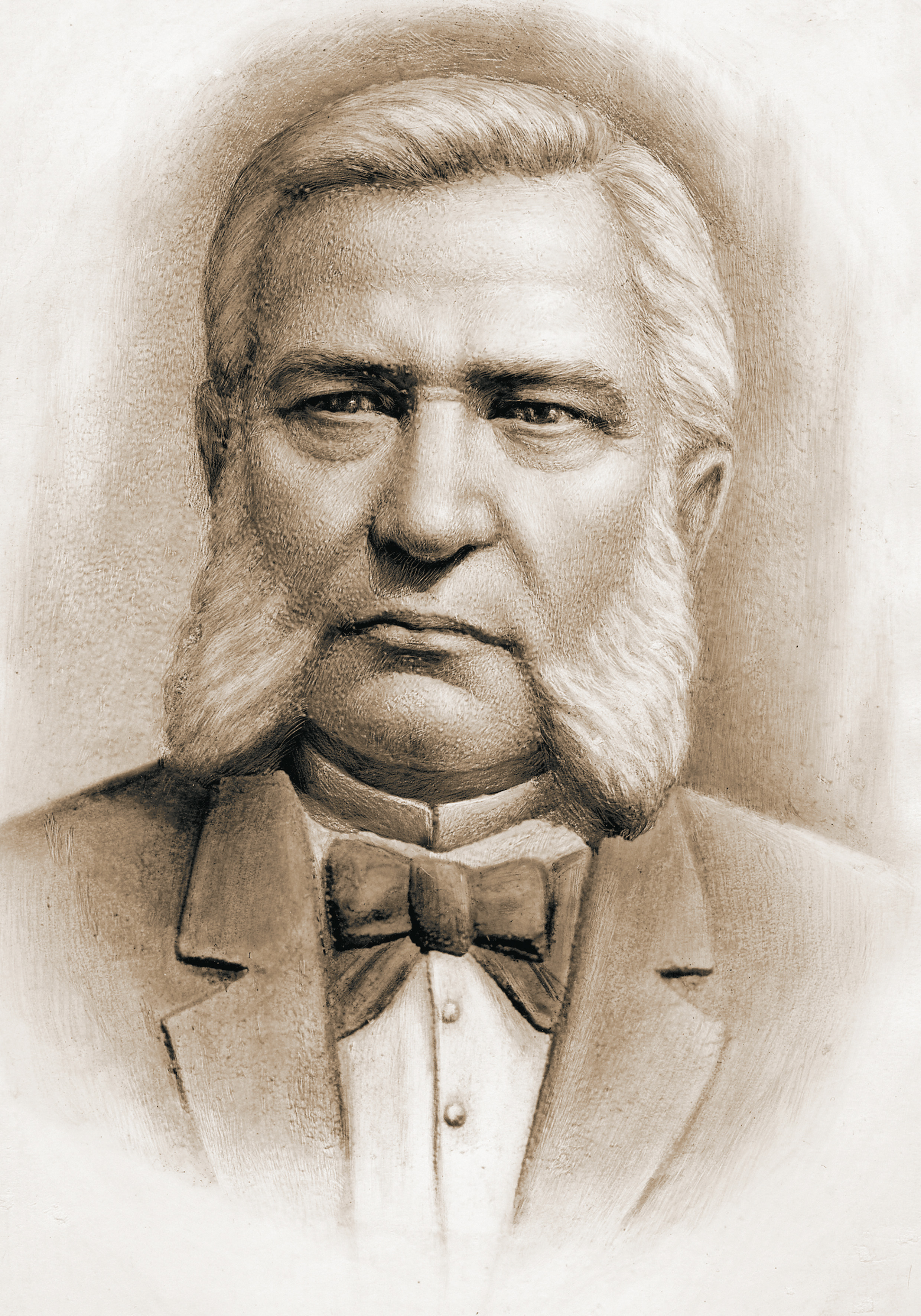
Julius Ferdinand Mazonn (1864)

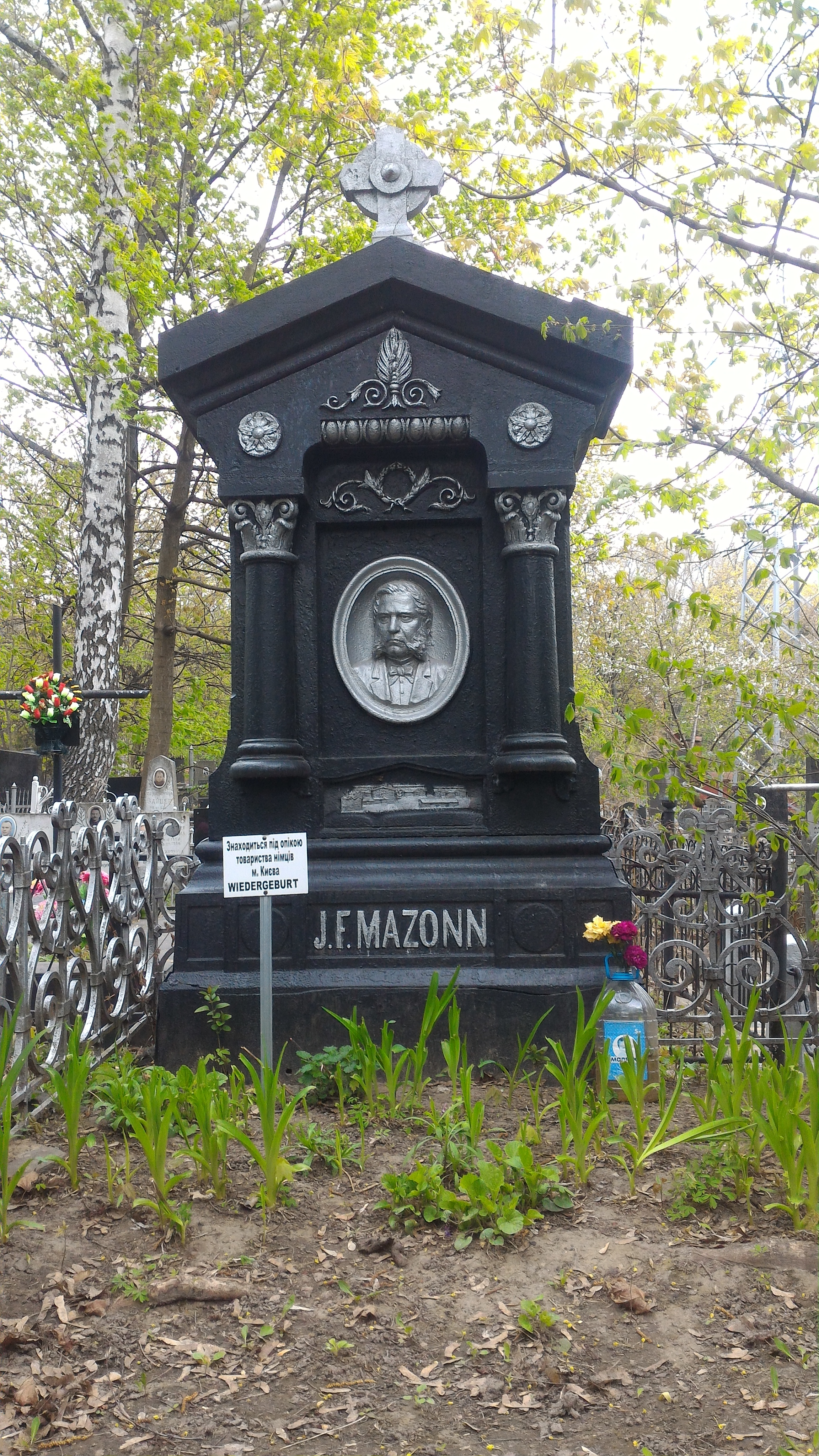
Grabmal auf dem Baikowe-Friedhof in Kiew.

Julius Ferdinand Mazonn, ab 1874 (von) Mazonn, (russisch Юлий Иванович Мацон Juli Iwanowitsch Mazon; * 10. Apriljul. / 22. April 1817greg. in Riga; † 8. Dezemberjul. / 20. Dezember 1885greg. in Kiew) war ein russischer Mediziner.

## Leben

### Herkunft und Familie
Julius Ferdinand war ein Sohn des Gutsverwalters Johann Friedrich Mazonn und der Elisabeth, geborene Leutner. Aus seiner Ehe mit Pauline Amalie ging der Sohn Friedrich-Oscar Mazonn (1853–1912), Leiter der Technischen Eisenbahnschule und der Kreditgesellschaft in Kiew, hervor.

### Werdegang
Mazonn besuchte das Gouvernements-Gymnasium in Riga und studierte von 1836 bis 1843 Medizin an der Kaiserlichen Universität Dorpat.
Er begann seine Laufbahn 1843 als Arzt bzw. noch im selben Jahr als Stadtarzt in Skwira. Er wechselte 1844 nach Kiew, wo er bis 1855 Hospitalarzt am Kirillowschen Krankenhaus war. Bereits 1850 wurde er zum Dr. med. promoviert und war von 1852 bis 1875 Professor der pathologischen Anatomie an der Universität. Währenddessen war er in den Jahren von 1865 bis 1867 Ordinator am Kiewschen Kriegshospital, 1868 und 1869 Dekan der Medizinischen Fakultät, von 1871 bis 1875 Präses der städtischen Sanitäts-Kommission sowie ebenfalls von 1871 bis 1875 Direktor des nach seinem Entwurf erbauten städtischen Alexander-Hospitals. Er hat 1875 seinen Abschied erhalten.
Mazonn war russischer Geheimrat, Ritter des Sankt-Stanislaus-Ordens I. Klasse und des Ordens der heiligen Anna I. Klasse. 1874 wurde er in den erblichen russischen Adel erhoben. Er war von 1873 bis 1881 Präses und 1881 Ehrenmitglied der Kiewischen Ärztlichen Gesellschaft, 1873 Ehrenmitglied der Archangelsker Ärztlichen Gesellschaft, schließlich von 1877 bis 1878 Präses und 1878 Ehrenmitglied der Kiewschen Verwaltung der Gesellschaft des Roten Kreuzes.
Auch für die Evangelisch-Lutherische Kirche verwendete er sich. So war er von 1864 bis 1870 Kirchenrat der Evangelisch-Lutherischen Gemeinde in Kiew und seit 1880 Direktor des Bezirkskomitees der Unterstützungskasse für die Evangelisch-Lutherischen Gemeinden in Russland.
Mazonn wurde er mit seiner Ehefrau auf dem Baikowe-Friedhof bestattet.

## Werke
Er publizierte zahlreiche Fachaufsätze in Lateinisch, Russisch und Deutsch, darunter:
- Einige Bemerkungen über die Cholera, 1848
- Eigenthümliche pathologische Entwickelung der Pflasterepithelin der Harnkanäle, 1851
- Untersuchungen über die Gewebselemente der glatten Muskeln und über die Existenz dieser Muskeln in der menschlichen Milz, 1854